# Podnoszenie ciężarów na Letnich Igrzyskach Olimpijskich 2000 – waga piórkowa kobiet
Rywalizacja w wadze do 53 kg kobiet w podnoszeniu ciężarów na Letnich Igrzyskach Olimpijskich 2000 odbyła się 18 września 2000 roku w hali Sydney Convention and Exhibition Centre. W rywalizacji wystartowało 10 zawodniczek z 10 krajów. Był to debiut tej konkurencji w programie olimpijskim. Pierwszą w historii mistrzynią olimpijską w tej kategorii wagowej została Chinka Yang Xia, srebrny medal wywalczyła Li Feng-ying z Tajwanu, a trzecie miejsce zajęła Winarni Binti Slamet z Indonezji.

## Wyniki
| Pozycja | Zawodnik             | Reprezentacja   | Waga  | Rwanie | Rwanie | Rwanie | Podrzut | Podrzut | Podrzut | Wynik |
| Pozycja | Zawodnik             | Reprezentacja   | Waga  | 1      | 2      | 3      | 1       | 2       | 3       | Wynik |
| ------- | -------------------- | --------------- | ----- | ------ | ------ | ------ | ------- | ------- | ------- | ----- |
| 1. !    | Yang Xia             | Chiny           | 52,46 | 95,0   | 97,5   | 100,0  | 122,5   | 125,0   | —       | 225,0 |
| 2. !    | Li Feng-ying         | Chińskie Tajpej | 52,42 | 92,5   | 98,0   | 100,0  | 115,0   | 125,0   | 127,5   | 212,5 |
| 3. !    | Winarni Binti Slamet | Indonezja       | 52,44 | 85,0   | 85,0   | 90,0   | 105,0   | 110,0   | 112,5   | 202,5 |
| 4       | Franca Gbodo         | Nigeria         | 52,00 | 85,0   | 90,0   | 90,0   | 105,0   | 110,0   | 117,5   | 195,0 |
| 5       | Swe Swe Win          | Birma           | 52,08 | 85,0   | 87,5   | 87,5   | 105,0   | 110,0   | 117,5   | 195,0 |
| 6       | Sanamacha Chanu      | Indie           | 52,16 | 80,0   | 85,0   | 87,5   | 105,0   | 110,0   | 117,5   | 195,0 |
| 7       | Mari Nakaga          | Japonia         | 52,58 | 77,5   | 77,5   | 77,5   | 105,0   | 110,0   | 110,0   | 182,5 |
| 8       | Mărioara Munteanu    | Rumunia         | 53,00 | 75,0   | 80,0   | 82,5   | 92,5    | 97,5    | 102,5   | 180,0 |
| 9       | Karla Fernández      | Wenezuela       | 52,60 | 80,0   | 80,0   | 85,0   | 95,0    | 95,0    | 95,0    | 175,0 |
| 10      | Tarana Abbasova      | Azerbejdżan     | 52,78 | 70,0   | 75,0   | 75,0   | 85,0    | 90,0    | 92,5    | 165,0 |